# Alfred Remy
Alfred Remy (* 16. März 1870 in Elberfeld; † 26. Februar 1937 in New York) war ein amerikanischer Musikschriftsteller und Komponist deutscher Herkunft.

## Leben und Werk
Alfred Remy ging 1882 in die Vereinigten Staaten und besuchte das College of the City of New York. Er studierte von 1890 bis 1896 Klavier unter anderem bei Bruno Oskar Klein (1858–1911) sowie Violine.
Von 1895 bis 1897 wirkte Alfred Remy als Musikkritiker für Vogues und The Looker-On. Er las von 1896 bis 1898 Musikgeschichte am New York College of Music. Er lehrte auch 1897 und 1898 am Seton Hall College in Orange, New Jersey, Griechisch und von 1899 bis 1911 moderne Sprachen an der Brooklyn Commercial High School. 1905 wurde er M.A. der University of Columbia. Von 1906 bis 1915 wirkte er hier als Dozent für Musikwissenschaft. 1901 wirkte er als Redaktionsmitglied der International Encyclopeida. Er half 1907 bei der Vorbereitung des International Yearbook und besorgte die 3. Auflage von Baker’s Biographical Dictionary of Musicians (New York, 1919). Er komponierte die Oper Hjördis, ein Orchesterintermezzo sowie Gesang- und Klavierstücke.